# Demokratická aliance (Ukrajina)
Demokratická alinace (ukrajinsky Демократичний альянс) je ukrajinská politická strana, založená v roce 2011.

## Historie
Demokratická aliance byla původně mládežnickým spolkem. V roce 2014 se neúspěšně zúčastnila voleb do Verchovné rady. Strana tak měla zastoupení pouze v komunální politice. V roce 2016 do ní vstoupili vlivní poslanci zvolení za Blok Petra Porošenka Serhij Leščenko, Mustafa Najem a Svitlana Zalaščuk.